# Den obesegrade
Den obesegrade (originaltitel och svensk premiärtitel: Aparajito, bengali: অপরাজিত) är en indisk dramafilm från 1957 i regi av Satyajit Ray. Den är den andra delen i Apu-trilogin. Den är baserad på den sista femtedelen av Bibhutibhushan Bandopadhyays roman Pather Panchali och den första tredjedelen av uppföljaren Aparajito. Den handlar om Apus liv från barndomen till collegetiden. Filmen belönades med elva internationella utmärkelser, däribland Guldlejonet vid filmfestivalen i Venedig.

## Handling
Apu (Pinaki Sengupta) bor med sin familj nära en ghat i Varanasi. Fadern Harihar (Kanu Banerjee) arbetar som präst och modern Sarbajaya (Karuna Banerjee) är hemmafru. Fadern avlider och modern börjar arbeta som hembiträde för att försörja familjen. En släkting erbjuder dem att flytta till Dewanpur (i dagens Bangladesh), där släkten kommer från. Apu är duktig i skolan och får ett stipendium så han kan studera i Calcutta. Modern vill inte att han ska ge sig av, men ger med sig. 
Apu börjar arbeta vid en tryckpress efter skolan. Modern vill att han ska komma på besök, men han kommer bara några få gånger, han känner att han inte passar in i byn. Hon blir allvarligt sjuk, men berättar inte det för sonen. När han får reda på att hon är sjuk beger han sig till byn, men när han kommer fram har hon redan avlidit. En släkting ber honom att stanna och arbeta som präst, men Apu avvisar den idén. Han återvänder till Calcutta och utför där de sista riterna för sin mor.

## Rollista
- Pinaki Sen Gupta - Apu (pojke)
- Smaran Ghosal - Apu (ungdom)
- Kanu Banerjee - Harihar, Apus far
- Karuna Banerjee - Sarbajaya, Apus mor
- Ramani Sen Gupta - Bhabataran, gammal farbror
- Charaprakash Ghosh - Nanda Babu
- Subodh Ganguly - Rektor